# El Llano
El Llano là một đô thị thuộc bang Aguascalientes, México. Năm 2005, dân số của đô thị này là 17115 người.